# Süchbátarův řád
Süchbátarův řád (mongolsky Сүхбаатарын одон) je vysoké mongolské vyznamenání. Řád byl zřízen 16. května 1941 na počest revolučního vůdce mongolského osvobozeneckého hnutí Damdina Süchbátara analogicky sovětskému Leninovu řádu.

## Statut
Řádem jsou vyznamenáni jednotlivci i celé kolektivy – zařízení, podniky a vojenské útvary. Ocenění je udělováno za vynikající zásluhy při upevňování nezávislosti země, v ekonomické a kulturní oblasti a také za projevy obětavosti, statečnosti a odvahy. Řád uděluje Malý churál Mongolské lidové republiky a vyznamenaný obdrží spolu s řádem i řádovou knížku, do které je zapsáno jméno a příjmení, číslo řádu a vyznačuje se zásluha, kterou si oceněný zasloužil vysoké státní vyznamenání.
Süchbátarův řád je nošen na levé straně hrudi. Pokud je vyznamenaný držitelem i dalších mongolských vyznamenání, ta se nosí na za hrudi za řádem.
Süchbátarův řád obdrží také ti občané Mongolska, kteří za vynikající výkony obdrželi čestný titul Hrdina Mongolské lidové republiky.